# Dimeragrion mesembrinum
Dimeragrion mesembrinum – gatunek ważki z rodziny Heteragrionidae. Prawdopodobnie jest endemitem Wenezueli; znany tylko z miejsca typowego położonego na skrajnym południu kraju w Parku Narodowym Serranía La Neblina, w pobliżu granicy z Brazylią.